# Unitariedad
En la física cuántica, la unitariedad es una restricción sobre la evolución permitida de sistemas cuánticos que asegura que la suma de las probabilidades de todos los posibles resultados de cualquier evento siempre es 1.
Más precisamente, el operador que describe el progreso de un sistema físico en el tiempo debe ser un operador unitario. Cuando el hamiltoniano es independiente del tiempo el operador unitario es {\displaystyle e^{-i{\hat {H}}t}}.
Del mismo modo, la matriz S que describe cómo los cambios en el sistema físico en un proceso de dispersión deben ser un operador unitario, esto implica el teorema óptico.
En teoría cuántica de campos generalmente se utiliza una descripción matemática que incluye partículas fundamentales no físicas, tales como fotones longitudinales. Estas partículas no deben aparecer como los estados finales de un proceso de dispersión. La unitariedad de la matriz S y el teorema óptico en particular implica que dichas partículas no físicas no deben aparecer como partículas virtuales en estados intermedios. La maquinaria matemática que es utilizada para asegurar esto incluye simetría gauge y a veces también los fantasmas de Faddeev–Popov.
La unitariedad de una teoría es necesaria para su consistencia, el término es a veces también usado como sinónimo para la consistencia y a veces es usado para otras condiciones necesarias para la consistencia, en particular la condición de que el hamiltoniano está delimitado desde abajo. Esto significa que hay un estado de mínima energía (llamado el estado fundamental o estado de vacío). Esto es necesario para que se mantenga el segundo principio de la termodinámica.
En la física teórica, una unitariedad ligada es cualquier desigualdad que sigue de la unitariedad del operador de evolución, es decir, desde la declaración de que las probabilidades son números entre 0 y 1, cuya suma se conserva. La unitariedad implica, entre otras cosas, el teorema óptico. Según el teorema óptico, la parte imaginaria de una amplitud de probabilidad Im(M) de una dispersión hacia adelante de 2 cuerpos está relacionada con la sección eficaz total, salvo algunos factores numéricos. Porque {\displaystyle |M|^{2}} para el proceso de la dispersión hacia adelante es uno de los términos que contribuye a la sección eficaz total, no puede exceder la sección eficaz total es decir Im(M). La desigualdad
{\displaystyle |M|^{2}\leq {\mbox{Im}}(M)}
implica que el número complejo M debe pertenecer a un determinado disco en el plano complejo. Similar límites de unitariedad implican que las amplitudes y secciones eficaces no pueden aumentar demasiado con energía o debe disminuir tan rápido como una cierta fórmula dicte.